# Meccanica statistica

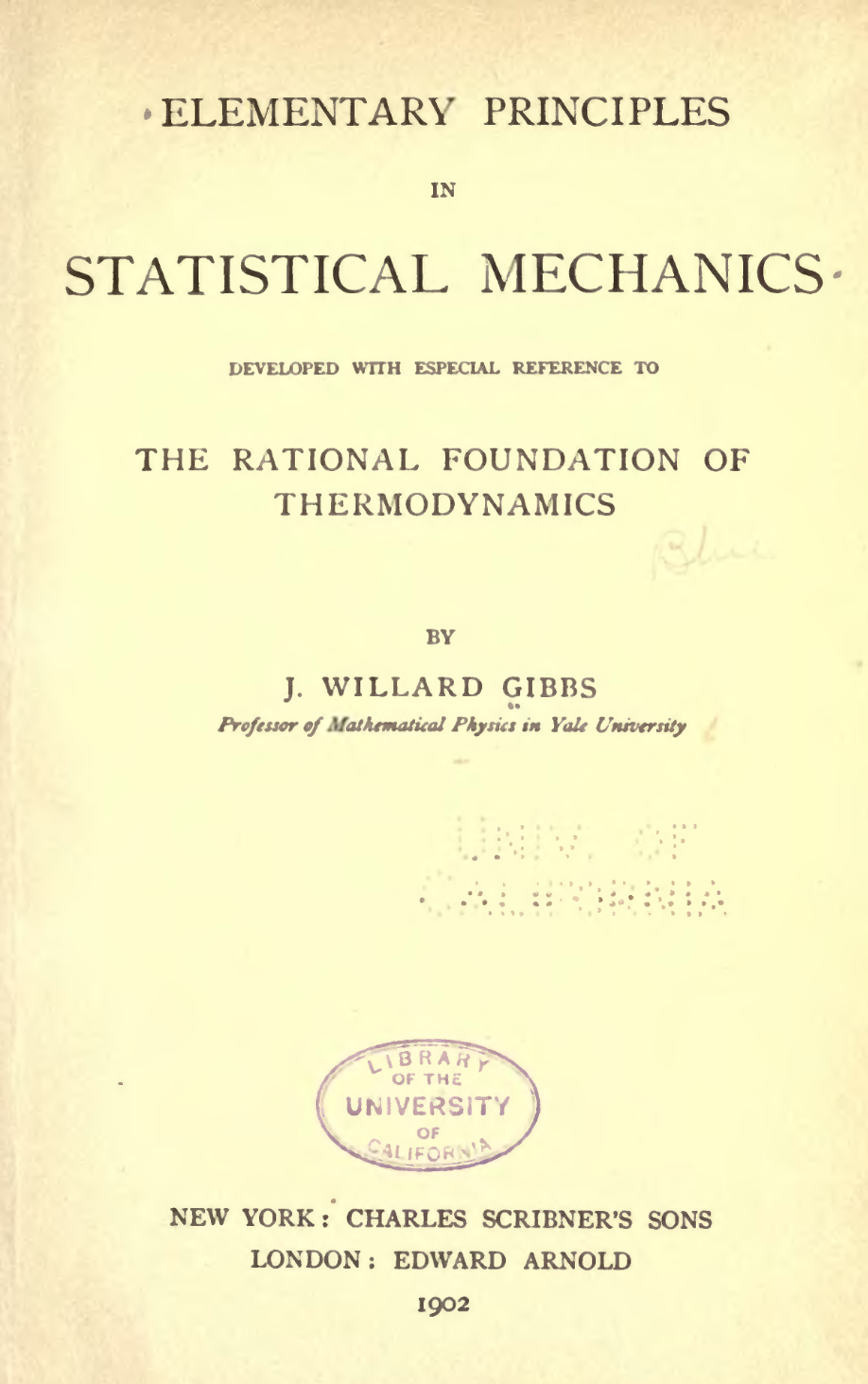
Frontespizio di Elementary principles in statistical mechanics di J. Willard Gibbs, 1902

La meccanica statistica è la branca della fisica che utilizza la statistica e la teoria della probabilità per lo studio del comportamento meccanico e termodinamico di sistemi composti da un gran numero di particelle. Da tale approccio deriva anche la termodinamica statistica. Storicamente, in seguito all'introduzione nella disciplina dei concetti della meccanica quantistica, viene usato anche il termine meccanica statistica quantistica.
Da un punto di vista classico lo studio di un sistema con {\displaystyle N} particelle non interagenti richiede la soluzione di {\displaystyle N} equazioni differenziali che descrivono il moto di ogni particella. Quando il loro numero è molto grande, dell'ordine della costante di Avogadro, la meccanica statistica, fornendo un modello per collegare le proprietà delle particelle, siano singoli atomi o molecole, alle proprietà macroscopiche del sistema, permette di caratterizzarlo attraverso grandezze come la temperatura, l'energia libera, la pressione o il volume.

## Il postulato dell'equiprobabilità a priori
Il postulato dell'equiprobabilità a priori è un postulato fondamentale della meccanica statistica, ed afferma che dato un sistema isolato in equilibrio, ogni microstato ha eguale probabilità di manifestarsi.
Questo postulato è una premessa fondamentale in meccanica statistica – stabilisce infatti che un sistema isolato in equilibrio non ha nessuna preferenza per nessuno dei suoi microstati possibili. Dati {\displaystyle \Omega } microstati associati ad una particolare energia, la probabilità di trovare il sistema in un particolare microstato è dunque
{\displaystyle P={\frac {1}{\Omega }}}
Questo postulato è necessario perché permette di concludere che per un sistema in equilibrio lo stato termodinamico che può risultare dal maggior numero di microstati è anche il macrostato più probabile del sistema.
Il postulato è giustificato in parte, per i sistemi classici, dal teorema di Liouville, il quale mostra che se la distribuzione di punti accessibili al sistema nello spazio delle fasi è uniforme in un certo tempo allora rimarrà tale anche in tempi successivi. Una simile giustificazione per un sistema discreto è fornita dal meccanismo di bilancio dettagliato.
Nel contesto della teoria dell'informazione questo permette la definizione della funzione informazione:
{\displaystyle I=\sum _{i}\rho _{i}\ln \rho _{i}=\langle \ln \rho \rangle }
Quando tutti i {\displaystyle \rho _{i}} sono uguali, {\displaystyle I} è minima, e ciò riflette il fatto che abbiamo minime informazioni riguardo al sistema. Quando la nostra informazione è massima, ad esempio quando {\displaystyle \rho _{k}} è uguale ad {\displaystyle 1} e gli altri a zero, ovvero sappiamo in quale stato si trova il sistema, la funzione è massima. La "funzione informazione" è l'equivalente della funzione entropica ridotta in termodinamica.

## Insiemi statistici
Un insieme statistico è un insieme che rappresenta tutte le possibili configurazioni di un sistema e la loro probabilità di verificarsi. Ad ogni insieme statistico è associata una funzione di partizione dalla quale si possono dedurre le proprietà termodinamiche del sistema.
Vi sono, in generale, tre tipi di insieme statistico:
- Insieme microcanonico: descrive un sistema isolato, caratterizzato dall'avere energia costante e dal non scambiare materia o energia con il resto dell'universo.
- Insieme canonico: descrive un sistema in equilibrio termico con il resto dell'universo, caratterizzato dal poter scambiare solamente energia in forma di calore.
- Insieme gran canonico: descrive un sistema aperto, caratterizzato dal poter scambiare materia ed energia con il resto dell'universo.

|                        | Insieme microcanonico                                                            | Insieme canonico                                                                 | Insieme gran canonico                                                                                     |
| ---------------------- | -------------------------------------------------------------------------------- | -------------------------------------------------------------------------------- | --- |
| Variabili costanti     | {\displaystyle E}, {\displaystyle N}, {\displaystyle V} o {\displaystyle \beta } | {\displaystyle T}, {\displaystyle N}, {\displaystyle V} o {\displaystyle \beta } | {\displaystyle T}, {\displaystyle \mu }, {\displaystyle V} o {\displaystyle \beta }                       |
| Funzioni macroscopiche | {\displaystyle \Omega } Numero di microstati                                     | {\displaystyle Z=\sum _{k}e^{-\beta E_{k}}} Funzione di partizione canonica      | {\displaystyle {\mathcal {Z}}=\sum _{k}e^{-\beta (E_{k}-\mu N_{k})}} Funzione di partizione gran canonica |
| Funzioni microscopiche | {\displaystyle S=k_{B}\ln \Omega }                                               | {\displaystyle F=-k_{B}T\ \ln Z}                                                 | {\displaystyle F-G=-pV=-k_{B}T\ln {\mathcal {Z}}}                                                         |

### Insieme microcanonico
L'insieme microcanonico descrive un sistema isolato, caratterizzato dall'avere energia, volume e numero di particelle costante, e quindi dal non scambiare materia o energia con il resto dell'universo. L'entropia di un tale sistema può solo aumentare, e lo stato di massima entropia del sistema corrisponde allo stato di equilibrio termodinamico per il sistema.
Poiché un sistema isolato mantiene costante l'energia, l'energia totale del sistema non fluttua. Pertanto il sistema può accedere solamente a quei microstati che corrispondono al valore dato E dell'energia: l'energia interna è quindi strettamente uguale alla sua energia.
Chiamiamo {\displaystyle \Omega (E)} il numero di microstati corrispondenti a questo valore dell'energia del sistema. Lo stato macroscopico di massima entropia per il sistema è quello per il quale tutti i microstati sono ugualmente probabili, e la loro probabilità è {\displaystyle {1/{\Omega (E)}}}. L'equazione di Boltzmann grazie alla quale è possibile calcolare il valore dell'entropia in un sistema isolato è la seguente:
{\displaystyle S=-k_{B}\sum _{i=1}^{\Omega (E)}\left\{{1 \over {\Omega (E)}}\ln {1 \over {\Omega (E)}}\right\}=k_{B}\ln \left(\Omega (E)\right)}
dove {\displaystyle S} è l'entropia del sistema e {\displaystyle k_{B}} la costante di Boltzmann.

### Insieme canonico
L'insieme canonico descrive un sistema in equilibrio termico con il resto dell'universo, caratterizzato dall'avere numero di particelle, volume e temperatura costante, e quindi dal poter scambiare solamente energia in forma di calore.
La probabilità {\displaystyle P_{i}} che un sistema macroscopico in equilibrio termico col proprio ambiente a temperatura {\displaystyle T} sia in un dato microstato con energia {\displaystyle E_{i}} è data dalla distribuzione di Boltzmann:
{\displaystyle P_{i}={\frac {e^{-\beta E_{i}}}{\sum _{j}^{j_{max}}e^{-\beta E_{j}}}}}
dove
{\displaystyle \beta ={1 \over {k_{B}T}}},
La temperatura {\displaystyle T} deriva dal fatto che il sistema è in equilibrio termico con il proprio ambiente. Le probabilità dei vari microstati devono aggiungersi ad 1, ed i fattore di normalizzazione nel denominatore è la funzione di partizione canonica:
{\displaystyle Z=\sum _{j}^{j_{max}}e^{-\beta E_{j}}}
dove {\displaystyle E_{i}} è l'energia dell'{\displaystyle i}-esimo microstato del sistema. La funzione di partizione è una misura del numero di stati accessibili al sistema a una data temperatura. L'articolo insieme canonico contiene una derivazione del fattore di Boltzmann e la forma della funzione di partizione dai primi principi.
In definitiva, la probabilità del microstato è:
{\displaystyle P_{i}={\frac {e^{-\beta E_{i}}}{Z}}.}

#### Connessione termodinamica
La funzione di partizione può essere usata per trovare il valore previsto medio di una proprietà microscopica del sistema, la quale può poi essere collegata a variabili macroscopiche. Per esempio, il valore previsto dell'energia {\displaystyle E} è interpretato come la definizione microscopica della variabile termodinamica energia interna {\displaystyle U}, e può essere ottenuto prendendo la derivata della funzione di partizione con riguardo alla temperatura. Infatti,
{\displaystyle \langle E\rangle ={\sum _{i}E_{i}e^{-\beta E_{i}} \over Z}=-{1 \over Z}{dZ \over d\beta }}
implica, insieme all'interpretazione di {\displaystyle \langle E\rangle } come {\displaystyle U}, la seguente definizione microscopica di energia interna:
{\displaystyle U\colon =-{d\ln Z \over d\beta }.}
L'entropia può essere calcolata con
{\displaystyle {S \over k}=-\sum _{i}p_{i}\ln p_{i}=\sum _{i}{e^{-\beta E_{i}} \over Z}(\beta E_{i}+\ln Z)=\ln Z+\beta U}
e questo implica che
{\displaystyle -{\frac {\ln(Z)}{\beta }}=U-TS=F}
è l'energia libera del sistema, o in altre parole:
{\displaystyle Z=e^{-\beta F}}.
Avere una descrizione microscopica per i potenziali di base termodinamici, l'energia interna {\displaystyle U}, l'entropia {\displaystyle S} e l'energia libera {\displaystyle F}, è sufficiente per dedurre espressioni per altre quantità termodinamiche. La strategia di base è la seguente: può esserci una quantità intensiva o estensiva che entra esplicitamente nell'espressione per l'energia microscopica {\displaystyle E_{i}}, per esempio il campo magnetico o il volume. Allora, le variabili termodinamiche coniugate sono derivate dell'energia interna. La magnetizzazione macroscopica è infatti la derivata di {\displaystyle U} con riguardo al campo magnetico, e la pressione è la derivata di {\displaystyle U} rispetto al volume.
Il valore medio, che corrisponde al valore macroscopico, di una proprietà {\displaystyle J} che dipende dallo stato energetico del sistema è pari a:
{\displaystyle \langle J\rangle =\sum _{i}p_{i}J_{i}=\sum _{i}J_{i}{\frac {e^{-\beta E_{i}}}{Z}}}
dove {\displaystyle \langle J\rangle } è il valore medio della proprietà {\displaystyle J}. Questa equazione può essere applicata all'energia interna, {\displaystyle U}:
{\displaystyle U=\sum _{i}E_{i}{\frac {e^{\beta E_{i}}}{Z}}}.
In seguito, queste equazioni possono essere combinate con relazioni termodinamiche note tra {\displaystyle U} e {\displaystyle V} per giungere ad esprimere la pressione in termini solo di temperatura, volume e funzione di partizione. Relazioni simili in termini di funzione di partizione possono essere dedotte per altre proprietà termodinamiche mostrate nella seguente tabella.
| Energia libera di Helmholtz:           | {\displaystyle F=-{\ln Z \over \beta }} |
| Energia interna:                       | {\displaystyle U=-\left({\frac {\partial \ln Z}{\partial \beta }}\right)_{N,V}}                                                             |
| Pressione:                             | {\displaystyle P=-\left({\partial F \over \partial V}\right)_{N,T}={1 \over \beta }\left({\frac {\partial \ln Z}{\partial V}}\right)_{N,T}} |
| Entropia:                              | {\displaystyle S=k(\ln Z+\beta U)} |
| Energia libera di Gibbs:               | {\displaystyle G=F+PV=-{\ln Z \over \beta }+{V \over \beta }\left({\frac {\partial \ln Z}{\partial V}}\right)_{N,T}}                        |
| Entalpia:                              | {\displaystyle H=U+PV} |
| Capacità termica a volume costante:    | {\displaystyle C_{V}=\left({\frac {\partial U}{\partial T}}\right)_{N,V}}                                                                   |
| Capacità termica a pressione costante: | {\displaystyle C_{P}=\left({\frac {\partial H}{\partial T}}\right)_{N,P}}                                                                   |
| Potenziale chimico:                    | {\displaystyle \mu _{i}=-{1 \over \beta }\left({\frac {\partial \ln Z}{\partial N_{i}}}\right)_{T,V,N}}                                     |

#### Contributi energetici
È spesso utile considerare che l'energia di una data molecola è distribuita fra diversi tipi di energie. Il principale è l'energia di traslazione, che si riferisce a quella porzione di energia associata al moto del centro di massa della molecola. Vi è inoltre l'energia di configurazione, che si riferisce a quella porzione di energia associata con le varie forze attrattive e repulsive fra le molecole di un sistema. Le altre energie in gioco riguardano i gradi di libertà interni alla molecola, come l'energia rotazionale, vibrazionale, elettrica e nucleare. Se si suppone che ogni contributo energetico sia indipendente dagli altri l'energia totale può essere espressa come la somma di ciascuna componente:
{\displaystyle E=E_{t}+E_{c}+E_{n}+E_{e}+E_{r}+E_{v}}
Dove le lettere {\displaystyle t}, {\displaystyle c}, {\displaystyle n}, {\displaystyle e}, {\displaystyle r}, e {\displaystyle v} corrispondono rispettivamente ai tipi: traslazionale, configurazionale, nucleare, elettrica, rotazionale e vibrazionale. La relazione di quest'ultima equazione può essere sostituita nella prima equazione ottenendo:
{\displaystyle Z=\sum _{i}e^{-\beta (E_{ti}+E_{ci}+E_{ni}+E_{ei}+E_{ri}+E_{vi})}=}
{\displaystyle =\sum _{i}e^{-\beta E_{ti}}e^{-\beta E_{ci}}e^{-\beta E_{ni}}e^{-\beta E_{ei}}e^{-\beta E_{ri}}e^{-\beta E_{vi}}}
Se è corretto supporre che tutti questi tipi d'energia siano indipendenti l'uno dall'altro, in modo che anche tutti questi fattori siano completamente indipendenti, allora: {\displaystyle Z=Z_{t}Z_{c}Z_{n}Z_{e}Z_{r}Z_{v}}
Pertanto per ogni tipo può essere definita una funzione di partizione. Semplici espressioni sono state dedotte collegando ciascuno dei vari tipi a varie proprietà molecolari misurabili, come le frequenze rotazionali o vibrazionali caratteristiche.
Espressioni per le varie funzione di partizione molecolari sono mostrate nella seguente tabella.
| Nucleare                      | {\displaystyle Z_{n}=1\qquad (T<10^{8}K)}                                                                  |
| Elettrica                     | {\displaystyle Z_{e}=W_{0}\exp(kTD_{e}+W_{1}\exp(-\theta _{e1}/T)+\cdots )}                                |
| Vibrazionale                  | {\displaystyle Z_{v}=\prod _{j}{\frac {e^{-\theta _{vj}/2T}}{1-e^{-\theta _{vj}/T}}}}                      |
| Rotazionale (lineare)         | {\displaystyle Z_{r}={\frac {T}{\sigma }}\theta _{r}}                                                      |
| Rotazionale (non-lineare)     | {\displaystyle Z_{r}={\frac {1}{\sigma }}{\sqrt {\frac {{\pi }T^{3}}{\theta _{A}\theta _{B}\theta _{C}}}}} |
| Traslazionale                 | {\displaystyle Z_{t}={\frac {(2\pi mkT)^{3/2}}{h^{3}}}}                                                    |
| Configurazionale (gas ideale) | {\displaystyle Z_{c}=V}                                                                                    |

Queste equazioni possono essere combinate con quelle nella prima tabella per determinare il contributo di un particolare tipo d'energia ad una proprietà termodinamica. Per esempio è in questo modo che si può determinare la "pressione rotazionale".
La pressione totale può essere trovata sommando i contributi alla pressione di tutti i singoli tipi:
{\displaystyle P=P_{t}+P_{c}+P_{n}+P_{e}+P_{r}+P_{v}}

### Insieme gran canonico
L'insieme gran canonico descrive un sistema aperto, caratterizzato dall'avere temperatura, volume e potenziale chimico fissati, e quindi dal poter scambiare materia ed energia con il resto dell'universo. In un tale sistema il numero di particelle non è conservato, e diventa necessario introdurre i potenziali chimici {\displaystyle \mu _{j}}, con {\displaystyle j=1,\ldots ,n}, e rimpiazzare la funzione di partizione canonica con la funzione di partizione per l'insieme gran canonico:
{\displaystyle {\mathcal {Z}}=\sum _{N=0}^{\infty }\,\sum _{\{n_{i}\}}\,\prod _{i}e^{-\beta n_{i}(\varepsilon _{i}-\mu )}}
dove {\displaystyle N} è il numero totale di particelle nel volume {\displaystyle V}, e l'indice {\displaystyle i} varia a ogni microstato del sistema, essendo {\displaystyle n_{i}} il numero di particelle nello stato {\displaystyle i} ed {\displaystyle \varepsilon _{i}} l'energia dello stato {\displaystyle i}. {\displaystyle \left\{n_{i}\right\}} è l'insieme di tutti i possibili numeri di occupazione per ciascuno dei microstati come {\displaystyle \sum _{i}n_{i}=N}.
Nel caso di un gas ideale quantistico occorre usare il "conteggio corretto di Boltzmann" e dividere il fattore Boltzmann {\displaystyle e^{-\beta (\varepsilon _{i}-\mu )}} per {\displaystyle n_{i}!}.
{\displaystyle {\mathcal {Z}}_{i}=\sum _{n_{i}=0}^{\infty }{\frac {e^{-\beta n_{i}(\varepsilon _{i}-\mu )}}{n_{i}!}}=\exp \left(e^{-\beta (\varepsilon _{i}-\mu )}\right).}
Il numero di occupazione medio risulta essere:
{\displaystyle \langle n_{i}\rangle =-\left({\frac {\partial \ln({\mathcal {Z}}_{i})}{\partial (\beta \mu )}}\right)_{\beta ,V}={\frac {1}{\beta }}\left({\frac {\partial \ln({\mathcal {Z}}_{i})}{\partial \mu }}\right)_{\beta ,V}}
che per le particelle di Boltzmann implica:
{\displaystyle \langle n_{i}\rangle =e^{-\beta (\varepsilon _{i}-\mu )}.}

#### Statistiche di Bose-Einstein e Fermi-Dirac
In un sistema composto da bosoni non interagenti non vi è un limite al numero di occupazione di uno stato, pertanto la funzione di granpartizione è:
{\displaystyle {\mathcal {Z}}_{i}=\sum _{n_{i}=0}^{\infty }e^{-\beta n_{i}(\varepsilon _{i}-\mu )}={\frac {1}{1-e^{-\beta (\varepsilon _{i}-\mu )}}}}
In un sistema composto di fermioni non interagenti, invece, per il principio di esclusione di Pauli il numero di occupazione può essere {\displaystyle 0} o {\displaystyle 1}, pertanto:
{\displaystyle {\mathcal {Z}}_{i}=\sum _{n_{i}=0}^{1}e^{-\beta n_{i}(\varepsilon _{i}-\mu )}=\left(1+e^{-\beta (\varepsilon _{i}-\mu )}\right).}
Il numero di occupazione più probabile per i bosoni è quindi:
{\displaystyle \langle n_{i}\rangle ={\frac {1}{e^{\beta (\varepsilon _{i}-\mu )}-1}}.}
mentre per i fermioni:
{\displaystyle \langle n_{i}\rangle ={\frac {1}{e^{\beta (\varepsilon _{i}-\mu )}+1}}.}
che sono i risultati trovati dalla statistica di Bose-Einstein e dalla statistica di Fermi-Dirac rispettivamente.

#### Grandezze termodinamiche
A partire dalla funzione di partizione per l'insieme gran canonico il numero medio delle particelle del sistema è:
{\displaystyle \langle N\rangle =z{\frac {\partial }{\partial z}}\ln {\mathcal {Z}}(z,V,T).}
e l'energia interna media:
{\displaystyle \langle E\rangle =k_{B}T^{2}{\frac {\partial }{\partial T}}\ln {\mathcal {Z}}(z,V,T).}
Si hanno inoltre le seguenti grandezze termodinamiche:
| Energia libera di Gibbs:     | {\displaystyle G=-{\ln {\mathcal {Z}} \over \beta }} |
| Energia interna:             | {\displaystyle U=-\left({\frac {\partial \ln {\mathcal {Z}}}{\partial \beta }}\right)_{\mu }+\sum _{i}{\mu _{i} \over \beta }\left({\partial \ln {\mathcal {Z}} \over \partial \mu _{i}}\right)_{\beta }} |
| Numero di particelle:        | {\displaystyle N_{i}={1 \over \beta }\left({\partial \ln {\mathcal {Z}} \over \partial \mu _{i}}\right)_{\beta }}                                                                                         |
| Entropia:                    | {\displaystyle S=k(\ln {\mathcal {Z}}+\beta U-\beta \sum _{i}\mu _{i}N_{i})} |
| Energia libera di Helmholtz: | {\displaystyle F=G+\sum _{i}\mu _{i}N_{i}=-{\ln {\mathcal {Z}} \over \beta }+\sum _{i}{\mu _{i} \over \beta }\left({\frac {\partial \ln {\mathcal {Z}}}{\partial \mu _{i}}}\right)_{\beta }}              |

### Equivalenza delle descrizioni al limite termodinamico
Tutte le descrizioni precedenti differiscono nel modo in cui permettono al sistema dato di fluttuare fra le sue configurazioni.
Nell'insieme micro canonico, il sistema non scambia energia col resto dell'universo, e non è di conseguenza soggetto a fluttuazioni di energia, mentre nell'insieme canonico, il sistema è libero di scambiare energia col resto dell'universo in forma di calore.
Al limite termodinamico (quando il numero di particelle prese in esame tende a infinito, cioè {\displaystyle N\to +\infty }), che è il limite dei grandi sistemi, le fluttuazioni diventano trascurabili, così che tutte queste descrizioni convergano in una sola. In altre parole, il comportamento macroscopico di un sistema non dipende dal particolare insieme usato per la descrizione.
Fatte questa considerazioni, il miglior insieme da scegliere per il calcolo delle proprietà di un sistema microscopico è quel sistema che permette di ricavare più facilmente il risultato.

## Cammini casuali
Lo studio delle lunghe catene di polimeri è diventato una fonte di problemi nell'ambito della meccanica statistica fin dagli anni cinquanta. Una delle ragioni per le quali gli scienziati erano interessati a questi studi è che le equazioni che governano il comportamento di una catena di polimeri sono indipendenti dalla chimica delle catene. Inoltre, le equazioni che governano questo comportamento si rivelano essere (cammini diffusivi) casuali nello spazio. Infatti, l'equazione di Schrödinger è anch'essa una equazione di diffusione se si considera un tempo immaginario, {\displaystyle t'=it}.

### Cammini casuali nel tempo
Il primo esempio di cammino casuale è un cammino nello spazio, in base al quale una particella si muove di moto casuale dovuto a forze esterne nel mezzo che la circonda. Un esempio tipico potrebbe essere un granello di polline in una bacinella piena d'acqua. Se si potesse in qualche modo evidenziarne il percorso, questo sarebbe definito un cammino casuale.
Si consideri un problema "giocattolo", un treno che si muove lungo un tracciato monodimensionale nella direzione delle {\displaystyle x}. Supponiamo anche che il treno si muova avanti o indietro di una distanza fissata {\displaystyle b}, a seconda che lanciando una moneta esca testa o croce. Partiamo considerando le statistiche dei passi che il treno giocattolo percorre:
{\displaystyle \langle S_{i}\rangle =0}
dovuto all'equiprobabilità a priori, e
{\displaystyle \langle S_{i}S_{j}\rangle =b^{2}\delta _{ij}}
conosciuta come la funzione correlazione.

Il delta è la delta di Kronecker, che vale {\displaystyle 0} se gli indici {\displaystyle i} e {\displaystyle j} sono differenti, e vale {\displaystyle 1} se {\displaystyle i=j}, così che la funzione correlazione dà un valore di {\displaystyle b^{2}}. Questo ha senso, perché se {\displaystyle i=j} allora noi stiamo considerando lo stesso passo. Piuttosto semplicemente può allora essere mostrato che lo spostamento medio del treno dall'asse {\displaystyle x} è {\displaystyle 0};
{\displaystyle x=\sum _{i=1}^{N}S_{i}}
{\displaystyle \langle x\rangle =\langle \sum _{i=1}^{N}S_{i}\rangle }
{\displaystyle \langle x\rangle =\sum _{i=1}^{N}\langle S_{i}\rangle }
Come detto {\displaystyle \langle S_{i}\rangle =0}, quindi la somma di {\displaystyle 0} è sempre {\displaystyle 0}.
Può essere anche calcolata, usando lo stesso metodo dimostrato sopra, la radice della media aritmetica dei quadrati del problema, il cui valore risulta
{\displaystyle x_{rms}={\sqrt {\langle x^{2}\rangle }}=b{\sqrt {N}}}
Dall'equazione di diffusione si può vedere che la distanza percorsa da una particella che si diffonde in un mezzo è proporzionale alla radice del tempo nel quale il sistema si è diffuso, dove la costante di proporzionalità è la radice della costante di diffusione. La relazione di sopra, sebbene esteticamente differente, rivela un significato fisico simile, dove {\displaystyle N} è semplicemente il numero di passi percorsi, che è approssimativamente connesso con il tempo, e {\displaystyle b} è la lunghezza caratteristica del passo. Di conseguenza possiamo considerare la diffusione come un processo di cammino casuale.

### Cammini casuali nello spazio
I cammini casuali nello spazio possono essere pensati come istantanee del tragitto percorso da un camminatore casuale nel tempo. Un esempio di questo è la configurazione spaziale delle lunghe catene di polimeri.
Ci sono due tipi di cammini casuali nello spazio: cammini "autoevitanti" , dove le connessioni della catena di polimeri interagiscono e non si sovrappongono nello spazio, e cammini "puramente casuali", dove le connessioni della catena di polimeri non interagiscono e sono libere di sovrapporsi. Il primo tipo è più applicabile ai sistemi fisici, ma la sua soluzione sono più difficili da trovare da principi primi.
Considerando una catena di polimeri liberamente collegata, senza interazioni, il vettore testa-coda è
{\displaystyle \mathbf {R} =\sum _{i=1}^{N}\mathbf {r} _{i}}
dove {\displaystyle \mathbf {r} _{i}} è il vettore posizione delli-esima connessione nella catena.
Come risultato del teorema del limite centrale, se {\displaystyle N\gg 1} allora ci si aspetta una distribuzione Gaussiana per il vettore testa-coda. Possiamo anche fare affermazioni delle statistiche delle connessioni stesse:
{\displaystyle \langle \mathbf {r} _{i}\rangle =0}
dall'isotropia dello spazio
{\displaystyle \langle \mathbf {r} _{i}\cdot \mathbf {r} _{j}\rangle =b^{2}\delta _{ij}}
se tutte le connessioni nella catena sono indipendenti l'una dall'altra.

Usando le statistiche della singola connessione, si trova facilmente che
{\displaystyle \langle \mathbf {R} \rangle =0}
e
{\displaystyle \langle \mathbf {R} \cdot \mathbf {R} \rangle =Nb^{2}}.
Da notare che quest'ultimo risultato è lo stesso trovato per i cammini casuali nel tempo.

Presupponendo, come stabilito, che la distribuzione dei vettori testa-coda per un numero molto grande di identiche catene di polimeri è gaussiana, la distribuzione delle probabilità ha la seguente forma
{\displaystyle P={\frac {1}{\left({\frac {2\pi Nb^{2}}{3}}\right)^{3/2}}}\exp \left({\frac {-3\mathbf {R} \cdot \mathbf {R} }{2NB^{2}}}\right)}
Richiamando il principio dell'equiprobabilità a priori, il numero di microstati, {\displaystyle \Omega }, corrispondenti a qualche valore fisico è direttamente proporzionale alla distribuzione delle probabilità a quel valore fisico:
{\displaystyle \Omega \left(\mathbf {R} \right)=cP\left(\mathbf {R} \right)}
dove {\displaystyle c} è una costante di proporzionalità. Data la nostra funzione di distribuzione, c'è una massimo in corrispondenza di {\displaystyle \mathbf {R} =0}. Fisicamente questo significa che ci sono più microstati aventi un vettore testa-coda di 0 di qualsiasi altro microstato. Ora considerando
{\displaystyle S\left(\mathbf {R} \right)=k_{B}\ln \Omega {\left(\mathbf {R} \right)}}
{\displaystyle \Delta S\left(\mathbf {R} \right)=S\left(\mathbf {R} \right)-S\left(0\right)}
{\displaystyle \Delta F=-T\Delta S\left(\mathbf {R} \right)}
dove {\displaystyle F} è l'energia libera di Helmholtz, è semplice dimostrare che
{\displaystyle \Delta F=k_{B}T{\frac {3R^{2}}{2Nb^{2}}}={\frac {1}{2}}KR^{2}\quad ;K={\frac {3k_{B}T}{Nb^{2}}}}
che è analoga alla legge di Hooke per una molla. Questo risultato è noto infatti come risultato della molla entropica ed equivale a dire che distendendo una catena di polimeri si sta facendo un lavoro sul sistema per toglierlo dal suo stato (preferito) di equilibrio. Un esempio di questo è un comune elastico, composto di lunghe catene di polimeri (gomma).
Quello che è particolarmente sorprendente di questo risultato, è che il lavoro fatto per distendere la catena di polimeri può essere collegato interamente alla variazione di entropia del sistema come risultato dell'allungamento.

### Statistica di Maxwell-Boltzmann
- Ludwig Boltzmann
- Costante di Boltzmann
- Distribuzione di Boltzmann
- Distribuzione di Maxwell-Boltzmann
- Paul Ehrenfest
- Paradosso di Gibbs
- Limite termodinamico

### Statistica di Bose-Einstein
- Bosone
- Condensato di Bose-Einstein
- Gas di Bose
- Albert Einstein
- Statistica di Bose-Einstein
- Satyendra Nath Bose

### Statistica di Fermi-Dirac
- Condensato chirale
- Condensato di Fermi
- Paul Dirac
- Fermione
- Gas di Fermi
- Statistica di Fermi-Dirac
- Enrico Fermi